# حملة الأطفال الصليبية

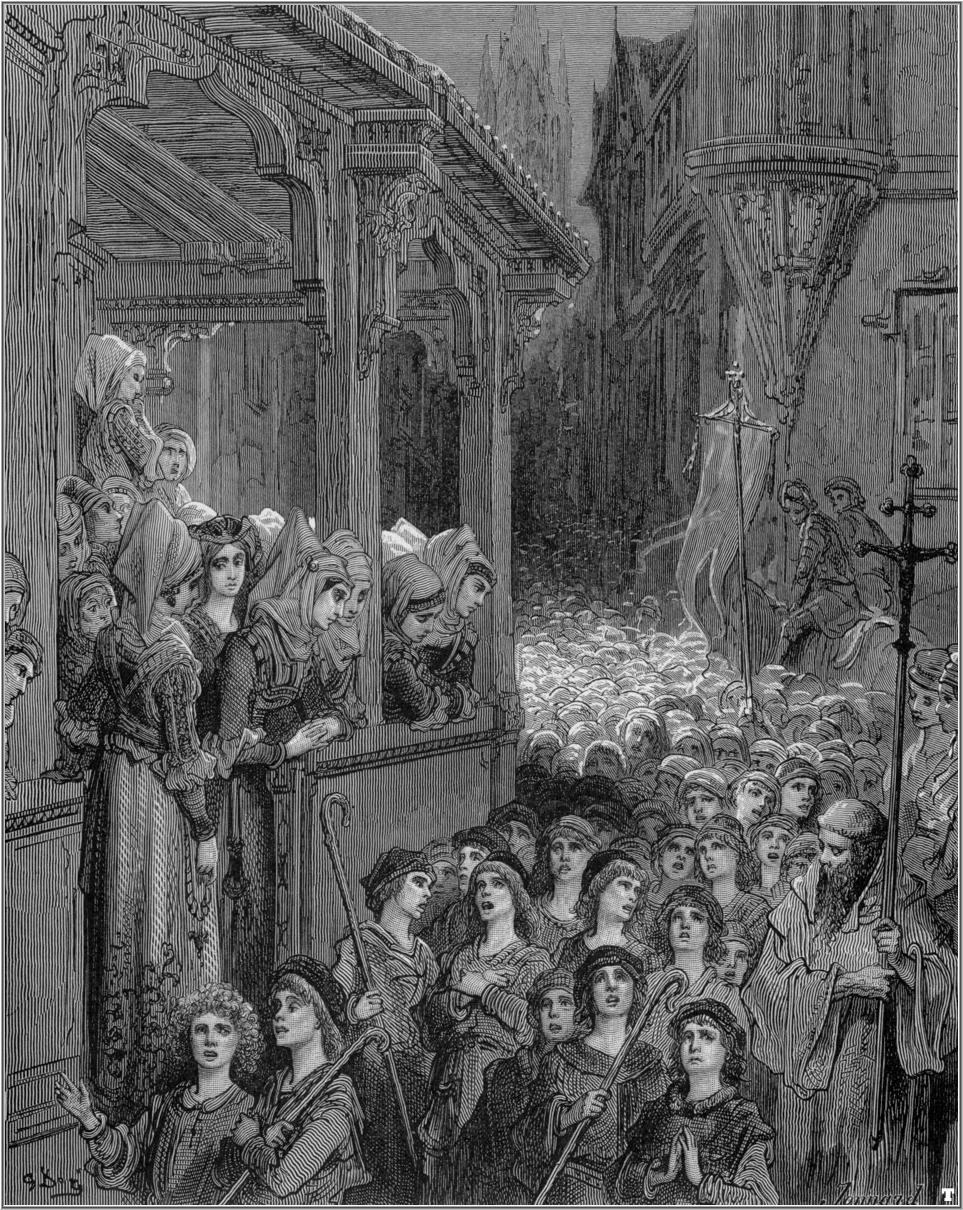

كانت هذه الحركة شبيهة بحملة الفقراء الأولى قبل 1096 م، ولكن اشترك فيها أعداد أقل بكثير، لم تتحدث عنها المصادر التاريخية إلا باختصار، وتبقى التفسيرات المتعددة هي التي ترسم الأحداث بكثير من الخطوط المفقودة، فكانت حملتان اشترك فيها أعداد كبيرة من الأطفال وإن لم تقتصر عليهم، فبدأت إحدى الحملتين بين 25 مارس و13 مايو 1212 م في مناطق ألمانيا المجاورة لنهر الرين، اندفع فيها الآلاف من الرعاة والأولاد الآخرين الذين يساعدون آبائهم في الشؤون المنزلية إلى الجنوب، لكي «يحرروا القدس» ويروي بعض مدوني الأخبار أن صبيا في العاشرة اسمه نيكلاس كان يقود الجموع، وكذلك في يونيو 1212 في فرنسا الشمالية ظهر الراعي ايتان البالغ من العمر 12 سنة وأعلن نفسه رسول الرب، فتبعته جموع الفقراء، وكان هؤلاء على قناعة أن بإمكانهم القيام بما لم يتمكن منه الفرسان والنبلاء، وكان ذلك حصاد الوعاظ أمثال بيار من بلوا، واللاهوتي بيار كانتور، وغيرهم من الوعاظ المتجولين الذين غذّوا فكرة أن رحمة الرب وتحرير القدس التي لم يرغب الرب في وهبها للفرسان الأمراء والملوك الطماعين.
مات العديد من المشاركين بسبب الجوع والظروف القاسية، ووصلت الحملة الأولى إلى جنوة وهناك تفرقت الجموع واكمل البعض إلى برينديزي وركب بعضهم السفن فوقعوا في ايد القراصنة وبيعو عبيدا في أسواق النخاسة، واما الحملة الثانية فوصلت إلى مرسليليا ومن هناك ينشأ خلاف بين المؤرخين فيقال ان محتالان اعلنا انهما على استعداد لنقل الصليبيين إلى الأرض المقدسة، فركبوا في سبع سفن، غرقت اثنتان منها في عاصفة وبيع ركاب الخمس الباقيين كعبيد أيضا في أسواق شمال أفريقيا، ولكن يعتقد ان هناك خلط بين الحملتين وان الذي قيل في الثانية هو ما حدث بالأولى، اما الثانية فتنتهي حكايتها عند مارسيليا وعدم انشطار البحر ليسير فيه المؤمنون، ولم يصل المشاركون في أي من الحملتين إلى الأرض المقدسة.
ويرى بعض المؤرخون ان هاتين الحملتين لم تكونا سوى جموع من الأقنان والفقراء الذين استاءوا من الفشل الذي لاقته الحملات السابقة بقيادة الأسياد، وانهم الريفييون المتحمسون دينيا والمعادون للإقطاعية بدوافع تحررية، وذلك اعتمادا على كتابات بردس، أحد كتّاب الأحداث، بوصفه لهم ب«طاقة الريف التمردية» و«احتياطي الهرطقة»، وان تسميتهم بالحملة الطفولية أو حملة الأطفال جاءت كاستعارة صورية لهذه الجموع ولم تكن ترتبط حقيقة بكون المشاركين فيها من الأطفال، وانها تصويرا لفظي أصبح فيما بعد وهم تاريخي.